# Gerzayn Ugarte
Gerzayn Ugarte Rodríguez (* 31. Januar 1881 in Terrenate, Tlaxcala; † 1940) war ein mexikanischer Botschafter.

## Leben
Seine Eltern waren Dolores Rodríguez und Apolinar Ugarte. Die Grundschule besuchte er in Huamantla, Tlaxcala, und die Preparatoria in Puebla.
Noch sehr jung wurde er Lehrer.
Der Gouverneur von Tlaxcala, Próspero Cahuantzi, nahm den dynamischen Präsenzlehrer in seine Dienste auf, wo dieser sein Privatsekretär wurde.
Rodríguez wurde 1908 in das Parlament des Bundesstaates Tlaxcala gewählt und wurde Redakteur der Zeitung La Antigua República.
Er wurde Mitglied in der Partido Democrático, wo er Anhänger von Francisco Madero wurde. Als dieser 1911 an die Macht kam, wurde Gerzayn Ugarte Rodríguez Mitglied des Bundesparlamentes für die 26. Legislaturperiode. Im Mai 1911 wurde Ugarte Vorsitzender des bloque liberal renovador. 1917 saß Gerzayn Ugarte in der verfassungsgebenden Versammlung.
Er war ein früher Weggefährte und Secretario Particular von Venustiano Carranza.
Im Parlament saß er für den dritten Wahlbezirk von Mexiko-Stadt.
| Vorgänger     | Amt                                                                                    | Nachfolger                 |
| ------------- | -------------------------------------------------------------------------------------- | -------------------------- |
| Fernando Cuén | mexikanischer Botschafter in Bogotá 20. Februar 1919 bis 9. Januar 1920                | Antonio Mediz Bolio        |
| Fernando Cuén | mexikanischer Botschafter in Caracas Sitz in Bogotá 22. Juli 1919 bis 9. Januar 1920   | Salvador R. Guzmán Esparza |
| Fernando Cuén | mexikanischer Botschafter in Quito Sitz in Bogotá 26. November 1919 bis 9. Januar 1920 | Salvador R. Guzmán Esparza |